# Derek W. Moore
Derek William Moore (19 avril 1931 - 15 juillet 2008) est un mathématicien britannique.

## Biographie
Il est né à South Shields, où son père est chef de département au collège nautique. Il fait ses études au lycée local et au Jesus College de Cambridge.
En 1956, il commence des recherches sur la dynamique théorique des fluides au Laboratoire Cavendish, suivi de séjours à l'Université de Bristol et au Goddard Space Flight Center de la NASA à New York. En 1967, il déménage à l'Imperial College de Londres pour devenir professeur de mathématiques appliquées, occupant le poste pour le reste de sa carrière.
En 2001, il reçoit le Prix Whitehead Senior de la London Mathematical Society. Il est membre honoraire étranger de l'Académie américaine des arts et des sciences et membre de la Royal Society.